# Deutsche Orientierungslaufmeisterschaft
Deutsche Meisterschaften im Orientierungslauf finden seit 1963 statt.

## Herren

### Sprint
Deutsche Meisterschaften im Sprint werden seit 2008 ausgetragen.
| Jahr | Austragungsort  | 1. Platz                             | 2. Platz                             | 3. Platz                             | Bemerkung            |
| ---- | --------------- | ------------------------------------ | ------------------------------------ | ------------------------------------ | -------------------- |
| 2008 | Hannover        | Alexander Lubina DJK Adler Bottrop   | Ingo Horst TV Alsbach                | Sören Riechers Bielefelder TG        | 3.2 km, 0 Hm, 20 P   |
| 2009 | Oberau          | Alexander Lubina DJK Adler Bottrop   | Patrick Hofmeister MTK Bad Harzburg  | Sören Riechers Bielefelder TG        | 2.8 km, 125 Hm, 15 P |
| 2010 | Kassel          | Patrick Hofmeister MTK Bad Harzburg  | Felix Späth OLG Siegerland           | Alexander Lubina DJK Adler Bottrop   | 2.8 km, 65 Hm, 17 P  |
| 2011 | Coburg          | Alexander Lubina DJK Adler Bottrop   | Christian Teich SSV Planeta Radebeul | Sören Riechers Bielefelder TG        | 3.2 km, 60 Hm, 20 P  |
| 2012 | Wuppertal       | Christian Teich SSV Planeta Radebeul | Alexander Lubina DJK Adler Bottrop   | Sören Lösch USV Jena                 | 2.4 km, 50 Hm, 22 P  |
| 2013 | Berlin          | Christian Teich SSV Planeta Radebeul | Christoph Prunsche TuS Lübbecke      | Sören Riechers Bielefelder TG        | 3.7 km, 23 P         |
| 2014 | Bad Lippspringe | Bojan Blumenstein OSC Kassel         | Alexander Lubina DJK Adler Bottrop   | Christoph Prunsche TuS Lübbecke      | 3.9 km, 25 P         |
| 2023 | Zittau          | Timon Lorenz OLG Regensburg          | Marek Pompe SV Robotron Dresden      | Matthias Kretzschmar Post SV Dresden | 3.2 km, 20 P         |

### Kurz/Mittel
Der Wettbewerb hieß bis 2004 Kurzdistanz, seit 2005 Mitteldistanz.
| Jahr | Austragungsort          | 1. Platz                                   | 2. Platz                              | 3. Platz                            | Bemerkung              |
| ---- | ----------------------- | ------------------------------------------ | ------------------------------------- | ----------------------------------- | ---------------------- |
| 1991 | Einsiedel               | Andreas Lückmann ESV-BC Dresden            | Tilo Pompe PSV Elbe Dresden           | Michael Thierolf TV Alsbach         |                        |
| 1992 | St. Englmar             | Michael Thierolf TV Alsbach                | Rolf Breckle Bielefelder TG           | Holger Zimmerling ESV Dresden       |                        |
| 1993 | Stölpchen               | Michael Thierolf TV Alsbach                | Rolf Breckle Bielefelder TG           | Jens Leibiger ESV Dresden           |                        |
| 1994 | Helsa                   | Pavel Ditrych TSV Grünwald                 | Michael Finkenstädt OLV Uslar         | Horst Gehrmann ASG Teutoburger Wald |                        |
| 1995 | Ballenstedt             | Andreas Lückmann Post SV Dresden           | Tilo Pompe PSV Elbe Dresden           | Stefan Wedlich OL-Team Wehrsdorf    |                        |
| 1996 | Deggendorf              | Rolf Breckle Bielefelder TG                | Andreas Lückmann Post SV Dresden      | Uwe Weid USV TU Dresden             |                        |
| 1997 | Kassel                  | Oliver Foeth ASG Teutoburger Wald          | Axel Fischer Bielefelder TG           | Lars Hommen DJK Bottrop             |                        |
| 1998 | Wehrsdorf               | Tilo Pompe PSV Elbe Dresden                | Michael Höfer USC Leipzig             | Ingo Horst OLG Eisenzgau            |                        |
| 1999 | Höckendorf              | Holger Zimmerling Post SV Dresden          | Rolf Breckle Bielefelder TG           | Axel Fischer Bielefelder TG         |                        |
| 2000 |                         | Tilo Pompe PSV Elbe Dresden                | Ingo Horst TV Alsbach                 | Michael Thierolf TV Alsbach         |                        |
| 2001 |                         | Robert Dittmann SV Koweg Görlitz           | Tilo Pompe SV Robotron Dresden        | Markus Prolingheuer TV Alsbach      |                        |
| 2002 | Blieskastel             | Robert Dittmann SV Koweg Görlitz           | Peter Legat OLG Elsenzgau             | Markus Prolingheuer TV Alsbach      |                        |
| 2003 | Strausberg              | Ingo Horst TV Alsbach                      | Robert Dittmann SV Koweg Görlitz      | Daniel Härtelt Planeta Radebeul     | 5.78 km, 180 Hm, 26 P  |
| 2004 | Mitterteich             | Ingo Horst TV 1898 Alsbach                 | Leif Bader OLV Steinberg              | Tilo Pompe SV Robotron Dresden      | 5.8 km, 125 Hm, 14 P   |
| 2005 | Gröden                  | Leif Bader Post SV Dresden                 | Ingo Horst TV 1898 Alsbach            | Axel Fischer Bielefelder TG         |                        |
| 2006 | Bad Malente             | Ingo Horst TV Alsbach                      | Leif Bader Post SV Dresden            | Axel Fischer Bielefelder TG         | 6.2 km, 200 Hm, 19 P   |
| 2007 | Dresden                 | Leif Bader Post SV Dresden                 | Ingo Horst TV Alsbach                 | Axel Fischer Bielefelder TG         | 6.4 km, 80 Hm, 26 P    |
| 2008 | Hohenfelden             | Christian Teich Planeta Radebeul           | Franz Doetsch OLV Steinberg           | Ingo Horst TV 1898 Alsbach          | 5.6 km, 200 Hm, 26 P   |
| 2009 | Oelsa                   | Torben Wendler SV Wissenschaft Quedlinburg | Robert Krüger Planeta Radebeul        | Philipp Müller Post SV Dresden      | 5.9 km, 200 Hm, 19 P   |
| 2010 | Ortrand                 | Christian Teich SSV Planeta Radebeul       | Robert Krüger SSV Planeta Radebeul    | Torben Wendler SV Wiss. Quedlinburg | 5.4 km, 220 Hm, 18 P   |
| 2011 | Altenhof                | Christoph Brandt SSV Planeta Radebeul      | Sören Lösch USV Jena                  | Bjarne Friedrichs MTV Seesen        | 6.2 km, 205 Hm, 26 P   |
| 2012 | Bernried (Niederbayern) | Bjarne Friedrichs MTV Seesen               | Christoph Brandt SSV Planeta Radebeul | Sören Lösch USV Jena                | 5.0 km, 260 Hm, 19 P   |
| 2013 | Altenberg (Erzgebirge)  | Christoph Brandt SSV Planeta Radebeul      | Christian Teich SSV Planeta Radebeul  | Chistoph Prunsche TuS Lübbecke      | 5.975 km, 205 Hm, 19 P |
| 2021 | Wildemann               | Riccardo Casanova OLG Regensburg           | Wieland Kundisch USV TU Dresden       | Toby Scott OLV Steinberg            | 5.2 km, 270 Hm, 23 P   |

### Einzel/Lang
| Jahr | Austragungsort                    | 1. Platz                                                                                    | 2. Platz                                                                                     | 3. Platz                                                                  | Bemerkung              |
| ---- | --------------------------------- | ------------------------------------------------------------------------------------------- | -------------------------------------------------------------------------------------------- | ------------------------------------------------------------------------- | ---------------------- |
| 1963 | Arnsberg                          | Jürgen Renner OLG Arnsberg                                                                  | Jon Pedersen HV Oderbrück                                                                    | Reinhard Pusch SC Girkhausen                                              | 9 km, 450 Hm, 9 P      |
| 1964 | Berleberg                         | Peter Nesselrath                                                                            |                                                                                              |                                                                           |                        |
| 1965 | Sonthofen                         | Horst Steigenberger SVF Wangen                                                              | Anton Kekeisen SVF Wangen                                                                    | Andre Kövari SK Hildesheim                                                |                        |
| 1966 | Kassel                            | Franz Ullwer SC Helsa                                                                       | Jörg Herbrand SK Duisburg                                                                    | Herbert Hartmann Uni Marburg                                              |                        |
| 1967 | Sümmern                           | Alfons Gedig SK Duisburg                                                                    | Wilfried Holthoff Skigilde Kamen                                                             | Franz Ullwer SC Helsa                                                     |                        |
| 1968 | Scharzfeld                        | Franz Ullwer SC Helsa                                                                       | Rolf Böse WSV Braunlage                                                                      | Jörg Herbrand SK Duisburg                                                 |                        |
| 1969 | Helsa                             | Frank Finkenstädt OLG Bad Sooden-Allendorf                                                  |                                                                                              |                                                                           |                        |
| 1970 | Wiesensteig                       | Rolf Böse WSV Braunlage                                                                     | Frank Finkenstädt OLG Bad Sooden-Allendorf                                                   | Manfred Beyer WSV Braunlage                                               |                        |
| 1971 | Kustelberg                        | Frank Finkenstädt OLG Bad Sooden-Allendorf                                                  | Hans Schindler SC Helsa                                                                      | Günter Gode TK Hannover                                                   |                        |
| 1972 | Göttingen                         | Frank Finkenstädt OLG Bad Sooden-Allendorf                                                  |                                                                                              |                                                                           |                        |
| 1973 | Retterode                         | Gerd Heyser OLG Bad Sooden-Allendorf                                                        | Frank Finkenstädt OLG Bad Sooden-Allendorf                                                   | Rainer Breidenich Hansa Simmerath                                         |                        |
| 1974 | Dietz/Lahn (DTB) Homburg (DSV)    | Peter Dimmer BW Sonthofen (DTB) Frank Finkenstädt OLG Bad Sooden-Allendorf (DSV)            | Wilhelm Holz MTV Schauingen (DTB)                                                            | Rolf Böse SSC Bad Sooden (DTB)                                            |                        |
| 1975 | Bärental (DTB) Meinerzhagen (DSV) | Frank Finkenstädt OLG Bad Sooden-Allendorf (DTB) Gerd Heyser OLG Bad Sooden-Allendorf (DSV) | Peter Dimmer OLG Bad Sooden-Allendorf (DTB) Frank Finkenstädt OLG Bad Sooden-Allendorf (DSV) | Gerd Heyser OLG Bad Sooden-Allendorf (DTB) Jörg Brunert SK Duisburg (DSV) |                        |
| 1976 | Wennigsen                         | Jörg Bunert SK Duisburg                                                                     | Gerd Heyser OLG Bad Sooden-Allendorf                                                         | Frank Finkenstädt SSC Bad Sooden                                          |                        |
| 1977 | Bad Sooden                        | Karel Macecek SF Dortmund                                                                   | Jörg Bunert SK Duisburg                                                                      | Ulli Flurschütz BW Sonthofen                                              |                        |
| 1978 | Simmerath                         | Karel Macecek SF Dortmund                                                                   | Jörg Bunert SK Duisburg                                                                      | Frank Finkenstädt SSC Bad Sooden                                          |                        |
| 1979 | B. Münster/Eifel                  | Uwe Beck SK Dortmund                                                                        | Jörg Mumme OLV Uslar                                                                         | Bernhard Finke RSV Hannover                                               |                        |
| 1980 | Weingarten                        | Jörg Mumme OLV Uslar                                                                        | Frank Finkenstädt SSC Bad Sooden                                                             | Dietrich Kühnemuth OLC Grünten                                            |                        |
| 1981 | Arnsberg                          | Gerd Heyser OLG Bad Sooden Allendorf                                                        | Stephan Schliebener OLV Uslar                                                                | Emil Kimmig TV Oberkirch                                                  |                        |
| 1982 | Mitterteich                       | Thorsten Lenz TS Lübeck                                                                     | Toni Stoiber OLV Grünten                                                                     | Frank Finkenstädt SSC Bad Sooden                                          |                        |
| 1983 | Uslar                             | Toni Stoiber OLC Grünten                                                                    | Emil Kimmig TV Oberkirch                                                                     | Uwe Krausbauer SU Annen                                                   |                        |
| 1984 | Bad Dürrheim                      | Thorsten Lenz TS Lübeck                                                                     | Dirk Hartmann TV Landau                                                                      | Markus Teissen Hansa Simmerath                                            |                        |
| 1985 | Simmerath                         | Michael Thierolf TV Alsbach                                                                 | Thorsten Lenz Lübecker TS                                                                    | Dirk Hartmann TV Landau                                                   |                        |
| 1986 | Düppenweiler                      | Thorsten Lenz TS Lübeck                                                                     | Michael Thierolf TV Alsbach                                                                  | Toni Stoiber OLC Grünten                                                  |                        |
| 1987 | Detmold                           | Michael Finkenstädt OLV Uslar                                                               | Pavel Ditrych OLV Uslar                                                                      | Michael Thierolf TV Alsbach                                               |                        |
| 1988 | Boppard                           | Thorsten Lenz TS Lübeck                                                                     | Michael Finkenstädt OLV Uslar                                                                | Oliver Foeth TK Hannover                                                  |                        |
| 1989 | Mölln                             | Michael Thierolf TV Alsbach                                                                 | Oliver Foeth TK Hannover                                                                     | Pavel Ditrych OLV Uslar                                                   |                        |
| 1990 | Kassel                            | Thorsten Lenz LT Lübeck                                                                     | Andreas Lückmann Lok-BC Dresden                                                              | Jens Leibiger Lok-BC Dresden                                              |                        |
| 1991 | Einsiedel                         | Andreas Lückmann ESV-BC Dresden                                                             | Jens Leibiger ESV-BC Dresden                                                                 | Michael Thierolf TV Alsbach                                               |                        |
| 1992 | St. Englmar                       | Lothar Halder SV Baindt                                                                     | Michael Thierolf TV Alsbach                                                                  | Horst Gehrmann ASG Teutoburger Wald                                       |                        |
| 1993 | Eppingen                          | Andreas Lückmann ESV Dresden                                                                | Rolf Breckle Bielefelder TG                                                                  | Michael Finkenstädt OLV Uslar                                             |                        |
| 1994 | Bad Salzuflen                     | Tilo Pompe PSV Elbe Dresden                                                                 | Michael Thierolf TV Alsbach                                                                  | Michael Finkenstädt OLV Uslar                                             |                        |
| 1995 | Bad Essen                         | Andreas Lückmann Post SV Dresden                                                            | Rolf Breckle TG Bielefeld                                                                    | Heiko Gossel USV Dresden                                                  |                        |
| 1996 | Grevenstein                       | Oliver Foeth ASG Teutoburger Wald                                                           | Andreas Lückmann Post SV Dresden                                                             | Holger Zimmerling Post SV Dresden                                         |                        |
| 1997 | Bad Düben                         | Oliver Foeth ASG Teutoburger Wald                                                           | Tilo Pompe PSV Elbe Dresden                                                                  | Andreas Lückmann Post SV Dresden                                          |                        |
| 1998 | Quedlinburg                       | Tilo Pompe PSV Elbe Dresden                                                                 | Holger Mager Post SV Dresden                                                                 | Niels Schmiedenberg SV Neubrandenburg                                     |                        |
| 1999 | Simmerath                         | Tilo Pompe PSV Elbe Dresden                                                                 | Ingo Horst OLG Eisenzgau                                                                     | Axel Fischer Bielefelder TG                                               |                        |
| 2000 | Oybin                             | Robert Dittmann SV Görlitz                                                                  | Ingo Horst TV Alsbach                                                                        | Tilo Pompe PSV Elbe Dresden                                               |                        |
| 2001 | Uslar                             | Ingo Horst TV Alsbach                                                                       | Robert Dittmann SV Koweg Görlitz                                                             | Peter Legat OLV Elsenzgau                                                 | 16.44 km, 610 Hm, 32 P |
| 2002 | Bottrop                           | Ingo Horst TV Alsbach                                                                       | N.N.                                                                                         | N.N.                                                                      |                        |
| 2003 | Dresden                           | Axel Fischer Bielefelder TG                                                                 | Jens Leibiger Post Tel. Dresden                                                              | Holger Mager Post Tel. Dresden                                            |                        |
| 2004 | Papstdorf                         | N.N.                                                                                        | N.N.                                                                                         | N.N.                                                                      |                        |
| 2005 | Bad Kreuznach                     | Ingo Horst TV 1898 Alsbach                                                                  | Leif Bader Post SV Dresden                                                                   | Christian Teich SSV Planeta Radebeul                                      | 15.73 km, 530 Hm, 26 P |
| 2006 | Thalheim                          | Ingo Horst TV Alsbach                                                                       | Leif Bader Post SV Dresden                                                                   | Christian Teich Planeta Radebeul                                          | 16.4 km, 375 Hm, 29 P  |
| 2007 | Bad Freienwalde (Oder)            | Leif Bader Post SV Dresden                                                                  | Christian Teich SSV Planeta Radebeul                                                         | Ingo Horst TV Alsbach                                                     | 15.9 km, 525 Hm, 27 P  |
| 2008 | Baindt                            | Alexander Lubina DJK Adler Bottrop                                                          | Torben Wendler Wissenschaft Quedlinburg                                                      | Ingo Horst TV Alsbach                                                     |                        |
| 2009 | Wehrsdorf                         | Christian Teich Planeta Radebeul                                                            | Torben Wendler Wiss. Quedlinburg                                                             | Leif Bader Post SV Dresden                                                | 16.4 km, 470 Hm, 28 P  |
| 2010 | Kreuztal                          | Christian Teich Planeta Radebeul                                                            | Wieland Kundisch USV TU Dresden                                                              | Philipp Müller Post SV Dresden                                            | 13.1 km, 620 Hm, 29 P  |
| 2011 | Bad Harzburg                      | Christian Teich SSV Planeta Radebeul                                                        | Bjarne Friedrichs MTV Seesen                                                                 | Ingo Horst TV 1898 Alsbach                                                | 15.3 km, 655 Hm, 34 P  |
| 2012 | Walddrehna                        | Sören Lösch USV Jena                                                                        | Christian Teich SSV Planeta Radebeul                                                         | Bjarne Friedrichs MTV Seesen                                              | 16.7 km, 480 Hm, 28 P  |
| 2013 | Saarbrücken                       | Sören Lösch USV Jena                                                                        | Christoph Brandt SSV Planeta Radebeul                                                        | Bjarne Friedrichs MTV Seesen                                              | 17.2 km, 620 Hm, 30 P  |
| 2021 | Gröden                            | Sören Lösch USV Jena                                                                        | Philipp Müller Post SV Dresden                                                               | Wieland Kundisch USV TU Dresden                                           | 15.8 km, 350 Hm, 25 P  |

### Klassik
| Jahr | Austragungsort | 1. Platz | 2. Platz | 3. Platz | Bemerkung |
| ---- | -------------- | -------- | -------- | -------- | --------- |
| 2002 | Neubrandenburg |          |          |          |           |
| 2003 | Bad Harzburg   | N.N.     | N.N.     | N.N.     |           |

### Ultralang
| Jahr | Austragungsort | 1. Platz                                     | 2. Platz                         | 3. Platz                     | Bemerkung              |
| ---- | -------------- | -------------------------------------------- | -------------------------------- | ---------------------------- | ---------------------- |
| 2004 | Mosbach        | Tilo Pompe SV Robotron Dresden               | Michael Thierolf TV 1898 Alsbach | Thilo Bruns MTK Bad Harzburg | 19.03 km, 890 Hm       |
| 2005 | Grillenburg    | Nils Schmiedenberg SV Turbine Neubrandenburg | Leif Bader Post SV Dresden       | Ralph Körner TSV Grünwald    | 25.8 km, 450 Hm, 55 P  |
| 2006 | Altenhof       | Christian Teich SSV Planeta Radebeul         | Bengt Hanßke MTK Bad Harzburg    | Ralph Körner LV Deggendorf   | 26.6 km, 380 Hm, 38 P  |
| 2007 | Kirkel         | N.N.                                         | N.N.                             | N.N.                         | 20.7 km, 1055 Hm, 28 P |
| 2008 | Dippoldiswalde | N.N.                                         | N.N.                             | N.N.                         |                        |

### Staffel
| Jahr | Austragungsort | 1. Platz                                                            | 2. Platz                                                                  | 3. Platz                                                                 | Bemerkung |
| ---- | -------------- | ------------------------------------------------------------------- | ------------------------------------------------------------------------- | ------------------------------------------------------------------------ | --------- |
| 2001 | Kössern        |                                                                     |                                                                           |                                                                          |           |
| 2002 | N.N.           |                                                                     |                                                                           |                                                                          |           |
| 2003 | Söhrewald      |                                                                     |                                                                           |                                                                          |           |
| 2004 | Lengefeld      |                                                                     |                                                                           |                                                                          |           |
| 2005 | Bottenberg     | SSV Planeta Radebeul Daniel Härtelt Robert Dittmann Christian Teich | TV 1898 Alsbach Markus Prolingheuer Michael Thierolf Ingo Horst           | MTK Bad Harzburg Patrick Hofmeister Joachim Stamer Christoph Hofmeister  |           |
| 2006 | Heyda          |                                                                     |                                                                           |                                                                          |           |
| 2007 | Ivenrode       | SV TU Ilmenau Christoph Brandt Bjarne Friedrichs Sebastian Bergmann | DJK Adler Bottrop Roman Schulte-Zurhausen Torben Wendler Alexander Lubina | Planeta Radebeul Robert Krüger Robert Dittmann Christian Teich           |           |
| 2008 | Flöha          | SV TU Ilmenau Bjarne Friedrichs Sebastian Bergmann Christoph Brandt |                                                                           |                                                                          |           |
| 2009 | Kirkel         | Planeta Radebeul Robert Krüger Christoph Brandt Christian Teich     | Post SV Dresden Janek Leibiger Andrei Kraemer Philipp Müller              | SV TU Ilmenau Yves Laske Sebastian Bergmann Bjarne Friedrichs            |           |
| 2010 | Derenburg      | Planeta Radebeul Robert Krüger Christoph Brandt Christian Teich     | USV TU Dresden Henryk Dobslaw Josef Neumann Wieland Kundisch              | Robotron Dresden Franz Cruse Hannes Heidrich Tilo Pompe                  |           |
| 2011 | Grünwald       | SV TU Ilmenau Florian Bergmann Sebastian Bergmann Bjarne Friedrichs | Post SV Dresden Janek Leibiger Philipp Müller Matthias Kretzschmar        | TUS Lübbecke Dean Hagedorn Christoph Prunsche Sören Riechers             |           |
| 2012 | Bad Kreuznach  | SSV Planeta Radebeul Christoph Brandt Robert Krüger Christian Teich | Post SV Dresden Freddy Burghardt Janek Leibiger Matthias Kretzschmar      | USV TU Dresden Karsten Leideck Gatis Caics Wieland Kundisch              |           |
| 2013 | Regensburg     | Post SV Dresden Janek Leibiger Philipp Müller Matthias Kretzschmar  | TuS Lübbecke Sören Riechers Felix Späth Christoph Prunsche                | SSV Planeta Radebeul Maximilian Röhnert Christian Teich Christoph Brandt |           |

### Mannschaft
| Jahr | Austragungsort | 1. Platz                                                                  | 2. Platz                                                                 | 3. Platz                                                               | Bemerkung            |
| ---- | -------------- | ------------------------------------------------------------------------- | ------------------------------------------------------------------------ | ---------------------------------------------------------------------- | -------------------- |
| 1997 | Moritzburg     | USV TU Dresden Kai-Uwe Kaufmann Heiko Gossel Uwe Weidt                    | Post SV Dresden                                                          | PSV Elbe Dresden                                                       | 9 km, 11 P           |
| 2002 | Altenhof       |                                                                           |                                                                          |                                                                        |                      |
| 2003 | Dietzenbach    | TV 1898 Alsbach Ingo Horst Michael Thierolf Markus Prolingheuer           | Post Telekom SV Dresden Andreas Lückmann Jens Leibiger Jörg Meyer        | USV TU Dresden Heiko Gossel Thomas Wuttig Michael Löhning              | 10.3 km, 9 P         |
| 2004 | Lengefeld      |                                                                           |                                                                          | USV TU Dresden Heiko Gossel Thomas Wuttig Wieland Kundisch             |                      |
| 2005 | Coburg         | Planeta Radebeul Robert Dittmann Daniel Härtelt Christian Teich           | SV Turbine Neubrandenburg Ed Nash Nils Schmiedeberg Raik Zschäckel       | USV TU Dresden Heiko Gossel Wieland Kundisch Karsten Leideck           | 7.9 km, 395 Hm, 10 P |
| 2006 | Delliehausen   | Post SV Dresden Leif Bader Andreas Lückmann Jens Leibiger                 | Bielefelder TG Axel Fischer Christian Henrich-Franke Christian Roßnegger | MTK Bad Harzburg Christoph Hofmeister Andre Kwiatkowski Joachim Stamer | 7.6 km, 420 Hm, 10 P |
| 2007 | Calvörde       | DJK Adler Bottrop Torben Wendler Roman Schulte-Zurhausen Alexander Lubina | Turbine Neubrandenburg Ed Nash Raik Zschäckel Nils Schmiedeberg          | USV TU Dresden Henryk Dobslaw Karsten Leideck Josef Neumann            | 7.7 km, 75 Hm, 11 P  |

## Damen

### Sprint
Deutsche Meisterschaften im Sprint werden seit 2008 ausgetragen.
| Jahr | Austragungsort  | 1. Platz                                  | 2. Platz                                                 | 3. Platz                            | Bemerkung           |
| ---- | --------------- | ----------------------------------------- | -------------------------------------------------------- | ----------------------------------- | ------------------- |
| 2008 | Hannover        | Karin Schmalfeld BSV Halle-Ammendorf      | Monika Depta OLG Siegerland                              | Marie Winkler USV Jena              | 2.6 km, 0 Hm, 17 P  |
| 2009 | Oberau          | Anne Heinemann SV Robotron Dresden        | Myrea Schröter OSC Kassel                                | Marie Winkler USV Jena              | 2.2 km, 90 Hm, 14 P |
| 2010 | Kassel          | Karin Schmalfeld BSV Halle-Ammendorf 1910 | Monika Depta OLG Siegerland / TuS Fellinghausen          | Gunda Fischer OLV Weimar            | 2.3 km, 40 Hm, 18 P |
| 2011 | Coburg          | annulliert wegen gestohlenem Posten       | annulliert wegen gestohlenem Posten                      | annulliert wegen gestohlenem Posten | 2.8 km, 70 Hm, 21 P |
| 2012 | Wuppertal       | Esther Doetsch DJK Adler Bottrop          | Susen Lösch USV Jena                                     | Josephine Greiner TSV Grünwald      | 2.1 km, 50 Hm, 20 P |
| 2013 | Berlin          | Monika Depta OLG Siegerland               | Christiane Tröße SV TU Ilmenau Sabine Rothaug OSC Kassel |                                     | 3.3 km, 21 P        |
| 2014 | Bad Lippspringe | Susen Lösch USV Jena                      | Resi Rathmann SV Schmalkalden 04                         | Theresa Flechsig USV TU Dresden     | 3.1 km, 24 P        |
| 2023 | Zittau          | Susen Lösch USV Jena                      | Emma Caspari OL Team Lippe                               | Maren Guthier OLV Steinberg         | 2.8 km, 18 P        |

### Kurz/Mittel
Der Wettbewerb hieß bis 2004 Kurzdistanz, seit 2005 Mitteldistanz.
| Jahr | Austragungsort         | 1. Platz                             | 2. Platz                                  | 3. Platz                                                 | Bemerkung              |
| ---- | ---------------------- | ------------------------------------ | ----------------------------------------- | -------------------------------------------------------- | ---------------------- |
| 1991 | Einsiedel              | Frauke Schmitt TV Lahr               | Kerstin Hellmann USV TU Dresden           | Wiebke Kärger USC Leipzig                                |                        |
| 1992 | St. Englmar            | Katrin Renger PSV Elbe Dresden       | Kerstin Hellmann USV TU Dresden           | Anke Xylander USV TU Dresden                             |                        |
| 1993 | Stölpchen              | Heidrun Finke RSV Hannover           | Frauke Schmitt TV Lahr                    | Beate Silier TV Haueneberstein                           |                        |
| 1994 | Helsa                  | Heidrun Finke RSV Hannover           | Anke Xylander USV TU Dresden              | Cornelia Eckardt USV TU Dresden Gunda Fischer ESV Weimar |                        |
| 1995 | Ballenstedt            | Anke Xylander USV TU Dresden         | Judith Keinath TS Gundelfingen            | Anke von Gaza OLV Uslar                                  |                        |
| 1996 | Deggendorf             | Heidrun Finke RSV Hannover           | Anke Xylander USV TU Dresden              | Anke von Gaza OLV Uslar                                  |                        |
| 1997 | Kassel                 | Judith Keinath TS Gundelfingen       | Cornelia Eckardt USV TU Dresden           | Karin Schmalfeld BSV Ammendorf                           |                        |
| 1998 | Wehrsdorf              | Karin Schmalfeld BSV Ammendorf       | Brit Conrad USV TU Dresden                | Judith Keinath TS Gundelfingen                           |                        |
| 1999 | Höckendorf             | Karin Schmalfeld BSV Ammendorf       | Cornelia Eckardt USV TU Dresden           | Gunda Fischer OLV Weimar                                 |                        |
| 2000 |                        | Katja Bumann PSTG Northeim           | Karin Schmalfeld BSV Ammendorf            | Brit Conrad USV TU Dresden                               |                        |
| 2001 |                        | Karin Schmalfeld BSV Ammendorf       | Luise Kärger USC Leipzig                  | Elias Dresen Bielefelder TG                              |                        |
| 2002 | Blieskastel            | Judith Pfleger TS Gundelfingen       | Karin Schmalfeld BSV Ammendorf            | Katrin Renger SC Dresden-Niedersedlitz                   |                        |
| 2003 | Strausberg             | Karin Schmalfeld BSV Halle-Ammendorf | Monika Depta SU Annen                     | Sieglinde Kundisch USV TU Dresden                        | 4.47 km, 150 Hm, 23 P  |
| 2004 | Mitterteich            | Karin Schmalfeld BSV Halle-Ammendorf | Monika Depta SU Annen                     | Elisa Dresen Bielefelder TG                              | 4.2 km, 90 Hm, 11 P    |
| 2005 | Gröden                 | Karin Schmalfeld BSV Halle-Ammendorf | Elisa Dresen                              | Gunda Fischer                                            |                        |
| 2006 | Bad Malente            | Karin Schmalfeld BSV Halle-Ammendorf | Sieglinde Kundisch USV TU Dresden         | Meike Jaeger Gundelfinger TS                             | 4.8 km, 150 Hm, 16 P   |
| 2007 | Dresden                | Karin Schmalfeld BSV Halle-Ammendorf | Monika Depta OLG Siegerland               | Meike Jaeger Gundelfinger TS                             | 4.8 km, 80 Hm, 17 P    |
| 2008 | Hohenfelden            | Karin Schmalfeld BSV Halle-Ammendorf | Meike Jaeger Gundelfinger TS              | Brit Horst USV TU Dresden                                | 4.3 km, 165 Hm, 21 P   |
| 2009 | Oelsa                  | Karin Schmalfeld BSV Halle-Ammendorf | Gunda Fischer OLV Weimar                  | Marie Winkler USV Jena                                   | 4.6 km, 145 Hm, 15 P   |
| 2010 | Ortrand                | Karin Schmalfeld BSV Halle-Ammendorf | Gunda Fischer OLV Weimar                  | Meike Jaeger Gundelfinger TS                             | 4.5 km, 150 Hm, 16 P   |
| 2011 | Altenhof               | Monika Depta OLG Siegerland          | Anna Biller SV Mietraching                | Anne Heinemann SV Robotron Dresden                       | 4.8 km, 170 Hm, 19 P   |
| 2012 | Bernried               | Monika Depta OLG Siegerland          | Anne Kunzendorf Gundelfinger Turnerschaft | Christiane Tröße SV TU Ilmenau                           | 3.8 km, 220 Hm, 16 P   |
| 2013 | Altenberg (Erzgebirge) | Monika Depta OLG Siegerland          | Christiane Tröße SV TU Ilmenau            | Hanka Straube SV Lengefeld                               | 4.925 km, 150 Hm, 15 P |
| 2021 | Wildemann              | Paula Starke USV TU Dresden          | Patricia Nieke USV TU Dresden             | Anna Reinhardt USV TU Dresden                            | 4.3 km, 230 Hm, 20 P   |

### Einzel/Lang
| Jahr | Austragungsort                    | 1. Platz                                                            | 2. Platz                                                               | 3. Platz                                                          | Bemerkung              |
| ---- | --------------------------------- | ------------------------------------------------------------------- | ---------------------------------------------------------------------- | ----------------------------------------------------------------- | ---------------------- |
| 1963 | Arnsberg                          | Helga Steffen                                                       |                                                                        |                                                                   |                        |
| 1964 | Berleberg                         | Margarete Heck SF Dortmund                                          |                                                                        |                                                                   |                        |
| 1965 | Sonthofen                         | Hadmut Hindorf Uni Marburg                                          | Margarete Hecke SF Dortmund                                            | Elisabeth Kövari SK Hildesheim                                    |                        |
| 1966 | Kassel                            | Christiane Busch WSV Braunlage                                      | Inge Pinsch SK Niederrhein                                             | Margarete Hecke SF Dortmund                                       |                        |
| 1967 | Sümmern                           | Heide Klapphake SK Düsseldorf                                       | Karin Reimann SK Bochum                                                | Wilma Dunay SF Dortmund                                           |                        |
| 1968 | Scharzfeld                        | Hannelore Schmidt MTK Bad Harzburg                                  | Astrid Flohr SK Hildesheim                                             | Renate Mumm Uni Marburg                                           |                        |
| 1969 | Helsa                             | Hanna Bahr SK Hanau                                                 |                                                                        |                                                                   |                        |
| 1970 | Wiesensteig                       | Astrid Flohr SK Hildesheim                                          | Hanna Bahr SK Hanau                                                    | Brigitte Knopp SK Duisburg                                        |                        |
| 1971 | Kustelberg                        | Luise Gruhn SK Hildesheim                                           | Astrid Flohr Hildesheimer SC                                           | Hadmut Hindorf Uni Marburg                                        |                        |
| 1972 | Göttingen                         | Hadmut Hindorf OLG Odenwald                                         | Astrid Flohr Hildesheimer SC                                           | Hanna Bahr SC Hanau                                               |                        |
| 1973 | Retterode                         | Luise Grahn Hansa Simmerath                                         | Hadmut Hindorf OLG Odenwald                                            | Brigitte Knoop SK Duisburg                                        |                        |
| 1974 | Dietz/Lahn (DTB) Homburg (DSV)    | Ursula Grady LG Schwalm (DTB) Hadmut Hindorf OLG Odenwald (DSV)     | Gerdy Krampfort Uni Freiburg (DTB)                                     |                                                                   |                        |
| 1975 | Bärental (DTB) Meinerzhagen (DSV) | Hadmut Hindorf OLG Odenwald (DTB) Hadmut Hindorf OLG Odenwald (DSV) | Luise GruhnOLG Hansa Simmerath (DTB) Luise Gruhn Hansa Simmerath (DSV) | Ursula Grady RW Leimsfeld (DTB) Margit Pfeil SSC Bad Sooden (DSV) |                        |
| 1976 | Wennigsen                         | Hadmut Hindorf VfL Michelstadt                                      | Margit Pfeil SSC Bad Sooden                                            | Luise Gruhn Hansa Simmerath                                       |                        |
| 1977 | Bad Sooden-Allendorf              | Hadmut Hindorf OLG Odenwald                                         | Luise Gruhn Hansa Simmerath                                            | Sigrun Willomitzer TSV Deggendorf                                 |                        |
| 1978 | Simmerath                         | Hadmut Hindorf TSG Steinbach                                        | Heidrun Finke RSV Hannover                                             | Monika Bloss OLG Bad Sooden                                       |                        |
| 1979 | B. Münster/Eifel                  | Hadmut Hindorf TSG Steinbach                                        | Heidrun Finke RSV Hannover                                             | Sigrid Schwanitz TV Vohenstrauß                                   |                        |
| 1980 | Weingarten                        | Heidrun Finke RSV Hannover                                          | Sigrid Schwanitz TV Vohenstrauß                                        | Monika Bloss OLG Bad Sooden                                       |                        |
| 1981 | Arnsberg                          | Hadmut Hindorf TSG Steinbach                                        | Heidrun Finke RSV Hannover                                             | Claudia Schmidt OLA TV Lahr                                       |                        |
| 1982 | Mitterteich                       | Heidrun Finke RSV Hannover                                          | Helga Schmidt OLA TV Lahr                                              | Bärbel Kübler TV 1880 Käfertal                                    |                        |
| 1983 | Uslar                             | Heidrun Finke RSV Hannover                                          | Helga Matusza TV Oberkirch                                             | Helga Schmidt OLA TV Lahr                                         |                        |
| 1984 | Bad Dürrheim                      | Heidrun Finke RSV Hannover                                          | Helga Matusza Hansa Simmerath                                          | Helga Schmidt TV Osterhofen                                       |                        |
| 1985 | Simmerath                         | Heidrun Finke RSV Hannover                                          | Anja Gruhn LSC Düppenweiler                                            | Susanne Kopp TV Alsbach                                           |                        |
| 1986 | Düppenweiler                      | Anja Gruhn Hansa Simmerath                                          | Bärbel Vitek TV Landau                                                 | Kerstin Stratz RSV Hannover                                       |                        |
| 1987 | Detmold                           | Heidrun Finke RSV Hannover                                          | Gabriele Bosch LSC Düppenweiler                                        | Anja Gruhn Hansa Simmerath                                        |                        |
| 1988 | Boppard                           | Heidrun Finke RSV Hannover                                          | Ulrike Eßwein TV Horn                                                  | Kerstin Stratz TS Gundelfingen                                    |                        |
| 1989 | Mölln                             | Heidrun Finke RSV Hannover                                          | Bärbel Vitek TV Landau                                                 | Kerstin Stratz TS Gundelfingen                                    |                        |
| 1990 | Kassel                            | Frauke Schmitt TV Lahr                                              | Heidrun Finke RSV Hannover                                             | Wiebke Kärger Einheit Pädagogik Leipzig                           |                        |
| 1991 | Einsiedel                         | Kerstin Hellmann USV TU Dresden                                     | Wiebke Kärger USC Leipzig                                              | Frauke Schmitt TV Lahr                                            |                        |
| 1992 | St. Englmar                       | Heidrun Finke RSV Hannover                                          | Kerstin Hellmann USV TU Dresden                                        | Katrin Renger PSV Elbe Dresden                                    |                        |
| 1993 | Eppingen                          | Anke Xylander USV Dresden                                           | Wiebke Kärger USC Leipzig                                              | Kerstin Stratz TS Gundelfingen                                    |                        |
| 1994 | Bad Salzuflen                     | Anke Xylander USV Dresden                                           | Heidrun Finke RSV Hannover                                             | Anke von Gaza OLV Uslar                                           |                        |
| 1995 | Bad Essen                         | Anke Xylander USV Dresden                                           | Anke von Gaza OLV Uslar                                                | Gunda Fischer OLV Weimar                                          |                        |
| 1996 | Grevenstein                       | Anke Xylander USV Dresden                                           | Karin Schmalfeld BSV Ammendorf                                         | Anke von Gaza OLV Uslar                                           |                        |
| 1997 | Bad Düben                         | Karin Schmalfeld BSV Ammendorf                                      | Cornelia Eckardt USV TU Dresden                                        | Meike Jaeger TS Gundelfingen                                      |                        |
| 1998 | Quedlinburg                       | Karin Schmalfeld BSV Ammendorf                                      | Anke von Gaza TG Northeim                                              | Gunda Fischer OLV Weimar                                          |                        |
| 1999 | Simmerath                         | Karin Schmalfeld BSV Ammendorf                                      | Judith Keinath TS Gundelfingen                                         | Katrin Renger SK Niedersedlitz                                    |                        |
| 2000 | Oybin                             | Karin Schmalfeld BSV Ammendorf                                      | Cornelia Eckardt USV TU Dresden                                        | Silke Schlittermann ESV Lok Berlin                                |                        |
| 2001 | Uslar                             | Karin Schmalfeld BSV Halle-Ammendorf                                | Gunda Fischer OLV Weimar                                               | Judith Pfleger TS Gundelfingen                                    | 10.34 km, 330 Hm, 24 P |
| 2002 | Bottrop                           | Luise Kärger USC Leipzig                                            | Karin Schmalfeld BSV Halle-Ammendorf                                   | Elisa Dresen TG Bielefeld                                         |                        |
| 2003 | Dresden                           | Karin Schmalfeld BSV Halle-Ammendorf                                | Monika Depta SU Annen                                                  | Luise Kärger USC Leipzig                                          |                        |
| 2004 | Papstdorf                         | N.N.                                                                | N.N.                                                                   | N.N.                                                              |                        |
| 2005 | Bad Kreuznach                     | Karin Schmalfeld BSV Halle-Ammendorf                                | Gunda Fischer OLV Weimar                                               | Elisa Dresen Bielefelder TG                                       | 10.46 km, 300 Hm, 14 P |
| 2006 | Thalheim                          | Karin Schmalfeld BSV Halle-Ammendorf                                | Monika Depta SU Annen                                                  | Gunda Fischer OLV Weimar                                          | 11.1 km, 250 Hm, 22 P  |
| 2007 | Bad Freienwalde (Oder)            | Karin Schmalfeld BSV Halle-Ammendorf                                | Monika Depta OLG Siegerland                                            | Meike Jaeger Gundelfinger TS                                      | 11.1 km, 365 Hm, 19 P  |
| 2008 | Baindt                            | Karin Schmalfeld BSV Halle-Ammendorf                                | Monika Depta OLG Siegerland                                            | Gunda Fischer OLV Weimar                                          |                        |
| 2009 | Wehrsdorf                         | Karin Schmalfeld BSV Halle-Ammendorf                                | Gunda Fischer OLV Weimar                                               | Jenny Seib TK Hannover                                            | 11.1 km, 310 Hm, 20 P  |
| 2010 | Kreuztal                          | Karin Schmalfeld BSV Halle-Ammendorf                                | Gunda Fischer OLV Weimar                                               | Esther Doetsch Adler 07 Bottrop                                   | 8.7 km, 390 Hm, 23 P   |
| 2011 | Bad Harzburg                      | Monika Depta OLG Siegerland                                         | Christiane Tröße SV TU Ilmenau                                         | Karin Schmalfeld BSV Halle-Ammendorf                              | 10.7 km, 380 Hm, 26 P  |
| 2012 | Walddrehna                        | Christiane Tröße SV TU Ilmenau                                      | Gunda Fischer OLV Weimar                                               | Janeta Turka TUS Karlsruhe-Rüppurr                                | 9.9 km, 345 Hm, 22 P   |
| 2013 | Saarbrücken                       | Monika Depta OLG Siegerland                                         | Karin Schmalfeld BSV Halle-Ammendorf                                   | Christiane Tröße SV TU Ilmenau                                    | 9.5 km, 365 Hm, 21 P   |
| 2021 | Gröden                            | Kerstin Uiboupin USV TU Dresden                                     | Anna Reinhardt USV TU Dresden                                          | Hannah Hänsel SV Lengefeld                                        | 10.8 km, 245 Hm, 17 P  |

### Klassik
| Jahr | Austragungsort | 1. Platz | 2. Platz | 3. Platz | Bemerkung |
| ---- | -------------- | -------- | -------- | -------- | --------- |
| 2002 | Altenhof       |          |          |          |           |
| 2003 | Bad Harzburg   | N.N.     | N.N.     | N.N.     |           |

### Ultralang
| Jahr | Austragungsort | 1. Platz                             | 2. Platz                     | 3. Platz                     | Bemerkung             |
| ---- | -------------- | ------------------------------------ | ---------------------------- | ---------------------------- | --------------------- |
| 2004 | Mosbach        | N.N.                                 | N.N.                         | N.N.                         |                       |
| 2005 | Grillenburg    | Gunda Fischer OLV Weimar             | Meike Jaeger Gundelfinger TS | Rebecca Reischuk Lübecker TS | 16.5 km, 345 Hm, 33 P |
| 2006 | Altenhof       | Karin Schmalfeld BSV Halle-Ammendorf | Elisa Kaufmann USC Leipzig   | Insa Müller OSC Kassel       | 16.5 km, 235 Hm, 31 P |
| 2007 | Kirkel         | N.N.                                 | N.N.                         | N.N.                         | 14.5 km, 740 Hm, 21 P |
| 2008 | Dippoldiswalde | N.N.                                 | N.N.                         | N.N.                         |                       |

### Staffel
| Jahr | Austragungsort | 1. Platz                                                                 | 2. Platz                                                                | 3. Platz                                                              | Bemerkung |
| ---- | -------------- | ------------------------------------------------------------------------ | ----------------------------------------------------------------------- | --------------------------------------------------------------------- | --------- |
| 2001 | Kössern        |                                                                          |                                                                         |                                                                       |           |
| 2002 | Altenhof       |                                                                          |                                                                         |                                                                       |           |
| 2003 | Söhrewald      |                                                                          |                                                                         |                                                                       |           |
| 2004 | Lengefeld      |                                                                          |                                                                         |                                                                       |           |
| 2005 | Bottenberg     | USV TU Dresden Brit Conrad Cornelia Eckardt Sieglinde Kundisch           | Gundelfinger TS Kerstin Stratz Judith Pfleger Meike Jaeger              | USC Leipzig Elisa Kaufmann Wiebke Sihver Luise Kärger                 |           |
| 2006 | Heyda          |                                                                          |                                                                         |                                                                       |           |
| 2007 | Ivenrode       | ASG Teutoburger Wald Rebecca Reischuk Ulrike Dingenotto Karin Schmalfeld | USV TU Dresden Brit Horst Sonnhild Knoblauch Cornelia Eckardt           | USC Leipzig Elisa Kaufmann Wiebke Sihver Marika Dobke                 |           |
| 2008 | Flöha          | Gundelfinger TS Anne Kunzendorf Judith Pfleger Meike Jaeger              |                                                                         |                                                                       |           |
| 2009 | Kirkel         | Post SV Dresden Jitka Kraemer Wiebke Sihver Julia Neelmeijer             | USV TU Dresden Cornelia Eckardt Sonnhild Knoblauch Sieglinde Kundisch   | OSC Kassel Myrea Schröter Kirsten Müller Insa Müller                  |           |
| 2010 | Derenburg      | USV TU Dresden Fanny Sembdner Sonnhild Knoblauch Cornelia Eckardt        | Planeta Radebeul Ieva Grahl Karoline Röhnert Johanna Schmidt            | USV Jena Claudia Günther Friederike Graumann Marie Winkler            |           |
| 2011 | Grünwald       | USV TU Dresden Cornelia Eckardt Sieglinde Kundisch Anna Reinhart         | SV Mietraching Birgit Kern Maria Lange Anna Biller                      | Gundelfinger TS Anne Kunzendorf Judith Pfleger Meike Jaeger           |           |
| 2012 | Bad Kreuznach  | SV Mietraching Birgit Kern Maria Lange Anna Biller                       | Gundelfinger Turnerschaft Charlotte Murmann Judith Pfleger Meike Jaeger | USV TU Dresden Corinna Nieke Cornelia Eckardt Anna Reinhardt          |           |
| 2013 | Regensburg     | TV Alsbach Brit Horst Luise Kärger Karin Schmalfeld                      | USV Jena Marie Hofmeister Friederike Graumann Susen Lösch               | Gundelfinger Turnerschaft Anne Kunzendorf Judith Pfleger Meike Jaeger |           |

### Mannschaft
| Jahr | Austragungsort | 1. Platz                                                              | 2. Platz                                                                 | 3. Platz                                                   | Bemerkung           |
| ---- | -------------- | --------------------------------------------------------------------- | ------------------------------------------------------------------------ | ---------------------------------------------------------- | ------------------- |
| 1997 | Moritzburg     | USV TU Dresden Britt Conrad Anke Xylander Cornelia Eckardt            | SUS Verthe                                                               | Post SV Dresden                                            | 5 km, 8 P           |
| 2002 | Altenhof       |                                                                       |                                                                          |                                                            |                     |
| 2003 | Dietzenbach    | TG Northeim Anke von Gaza Kerstin Kahmann Katja Bumann                | Gundelfinger TS Meike Jaeger Helga Matusza Judith Pfleger                | OSC Kassel Katrin Heumann Insa Müller Kirsten Müller       | 6.6 km, 7 P         |
| 2004 | Lengefeld      |                                                                       |                                                                          |                                                            |                     |
| 2005 | Coburg         | USV TU Dresden Brit Conrad Kerstin Hellmann Sieglinde Kundisch        | USC Leipzig Elisa Kaufmann Luise Kärger Karina Merzdorf                  | Post SV Dresden Jitka Kraemer Karin Kraemer Anke Müller    | 5.3 km, 270 Hm, 8 P |
| 2006 | Delliehausen   | USV TU Dresden Sonnhild Knoblauch Anne Kretzschmar Sieglinde Kundisch | OSC Kassel Insa Müller Juliane Gnau Myrea Schröter                       | USC Leipzig Marika Dobke Luise Kärger Wiebke Sihver        | 5.6 km, 280 Hm, 9 P |
| 2007 | Calvörde       | USV TU Dresden Sonnhild Knoblauch Cornelia Eckardt Claudia Graber     | ASG Teutoburger Wald Karin Schmalfeld Ulrike Dingenotto Rebecca Reischuk | OSC Kassel Lucca Blumenstein Myrea Schröter Kirsten Müller | 5.8 km, 45 Hm, 10 P |

## Mix

### Sprintstaffel
Die Deutschen Meisterschaften in der Sprintstaffel werden seit 2019 durchgeführt. In den Jahren 2020 und 2021 wurden sie aufgrund der Corona-Pandemie nicht durchgeführt.
| Jahr | Austragungsort    | 1. Platz                                                                   | 2. Platz                                                                          | 3. Platz                                                                       | Bemerkung |
| ---- | ----------------- | -------------------------------------------------------------------------- | --------------------------------------------------------------------------------- | ------------------------------------------------------------------------------ | --------- |
| 2019 | Annaberg-Buchholz | USV Jena Antonia Bräuer Paul Pasda Sören Lösch Leonore Winkler             | OLG Regensburg Mareike Seeger Riccardo Casanova Timon Lorenz Isabel Seeger        | USV TU Dresden Pia Schoffer Cedrik Klein Paul Hempel Anna Wartewig             |           |
| 2022 | Hamburg           | OLG Regensburg Mareike Seeger Riccardo Casanova Timon Lorenz Isabel Seeger | MTV Seesen Katharina Linke Till Buchberger Ole Hennseler Birte Friedrichs         | USV TU Dresden Kerstin Uiboupin Konstantin Kunckel Markus Grätsch Paula Starke |           |
| 2023 | Zittau            | USV Jena Susen Lösch Till Geiler Veit Slodowski Leonore Winkler            | USV TU Dresden Anne Wartewig Markus Grätsch Konstantin Kunkel Charlotte Leonhardt | SV Robotron Dresden Wenke Heinemann Loic Dequiedt Marek Pompe Anne Heinemann   |           |